# Sihuas

A cidade peruana de Sihuas é a capital da Província de Sihuas, situada no Departamento de Ancash, pertencente a Região de Ancash, Peru.